# The Never-Ending Why
The Never-Ending Why este single-ul cu numărul douăzeci și opt al trupei de rock alternativ Placebo, și cel de-al doilea single de pe cel de-al șaselea album, Battle for the Sun. A fost lansat în mod oficial pe data de 14 septembrie 2009 (doar în Marea Britanie și Norvegia). Pe data de 8 februarie 2010, single-ul a fost lansat și în Belgia, Cehia, Danemarca, Finlanda, Israel, Turcia și Spania.
Brian Molko a dezvăluit pentru prima oară data lansării inițiale într-un interviu cu postul de radio XFM.

## Lista melodiilor

### Ediție limitată 7" Picture Disc (14 septembrie 2009)
1. „The Never-Ending Why”
2. „Hardly Wait”

### Download digital - 3 melodii (14 septembrie 2009)
1. „The Never-Ending Why”
2. „Hardly Wait”
3. „For What It's Worth” (Mistabishi Remix)

### iTunes (valabil spre achiziție începând cu 13 septembrie 2009)
1. „The Never-Ending Why”
2. „Hardly Wait”
3. „For What It's Worth” (Mistabishi Remix)
4. „The Never-Ending Why” (Video)

### Live At The O2 Shepherd's Bush Empire - download digital (14 septembrie 2009)
1. „The Never-Ending Why”
2. „The Never-Ending Why” (Live at the O2 Shepherd's Bush Empire)
3. „Happy You're Gone” (Live at the O2 Shepherd's Bush Empire)
4. „Speak in Tongues” (Live at the O2 Shepherd's Bush Empire)

### iTunes Deluxe Bundle (8 februarie 2010)
1. „The Never-Ending Why” (Album Version)
2. „For What It's Worth” (SFR Live)
3. „Hardly Wait”
4. „For What It's Worth” (Mistabishi Remix)
5. „The Never-Ending Why” (Video)

### Digital Bundle (8 februarie 2010)
1. „The Never-Ending Why” (Album Version)
2. „For What It's Worth” (SFR Live)
3. „Hardly Wait”
4. „For What It's Worth (Mistabishi Remix)

## Despre lirică
Cu ocazia interviului pentru XFM în care a dezvăluit că piesa va fi viitorul single în Marea Brianie, Brian Molko a declarat: „Este despre întrebările ce nu vor primi nicicând un răspuns. Oricine este interesat de sensul vieții se va lovi de un zid, dar trebuie să accepți faptul că nu vei găsi răspunsuri și să încerci să obții ce e mai bun de la viață.”
Versurile, scrise de Stefan Olsdal, ilustrează în cele mai neobișnuite imagini posibile sentimentul de nesiguranță: „The atom will implode / The fragile kingdom fold / The tremor becomes a quake / And there's a body in the lake / And as the two of us rebel / And damn you all to hell / I wonder is this all there is?” („Atomul va face implozie / Regatul fragil s-a prăbușit / Vibrația devine cutremur / Și în lac e un cadavru / Și când noi ne răzvrătim / Și vă dăm pe toți dracului / Mă întreb dacă asta e tot?”). Posibilitatea de a afla un răspuns la întrebările chinuitoare ale vieții este complet negată: Time will help you through / But it doesn't have the time / To give you all the answers / To the never-ending why” („Trecerea timpului te va ajuta / Dar nu există vreme / Pentru a ți se acorda toate răspunsurile / La întrebările tale fără de sfârșit”).

## Despre videoclip
În regia lui Champagne Valentine, videoclipul la „The Never-Ending Why” este o animație cu design tridimensional, descrisă pe site-ul oficial ca având accente semi-suprarealiste. Urmărește traiectoria a două personaje, unul feminin și unul masculin, schițate în negru. Spre sfârșitul videoclipului, cele două personaje își încheie călătoria fantastică fiind proiectați direct în mijlocul unui concert Placebo; membrii trupei și publicul sunt de asemenea schițați în negru.